# Демократическа трибуна (вестник)
„Демократическа трибуна“ е български еженеделен вестник, орган на Демократическата партия в Кюстендил.
Вестникът излиза от 28 март 1909 г. до 28 май 1911 г. До 1 октомври 1909 г. се издава в гр.Радомир под редакцията на Й.Марков и има местно значение. Печата се в печатница „Начало“ в гр. Кюстендил. От 13 октомври 1909 г.става окръжен вестник, под редакцията на Й.С.Шляпатановски. Води оживена полемика с вестник Югозападна поща, орган на кюстендилското окръжно бюро на Народнолибералната партия.
Печата се в Печатница „Братя Дюлгерови“ в Кюстендил. Тираж 1000 броя.